# Морозово (Бабаевский район)
Морозово — деревня в Бабаевском районе Вологодской области.
Входит в состав Центрального сельского поселения, с точки зрения административно-территориального деления — в Центральный сельсовет.
Расположена при слиянии рек Колошма и Ножема, образующих реку Суда. Расстояние по автодороге до районного центра Бабаево — 90 км, до центра муниципального образования деревни Киино — 2 км. Ближайшие населённые пункты — Киино, Кябелево, Харино.
По переписи 2002 года население — 67 человек (29 мужчин, 38 женщин). Всё население — русские.